# Menschhof
Menschhof ist ein Gemeindeteil von Kirchensittenbach im Landkreis Nürnberger Land (Mittelfranken, Bayern) Menschhof liegt in der Gemarkung Wallsdorf.

## Geographie
Der Weiler liegt an der Kreisstraße LAU 11 südlich von Henneberg, nordwestlich von Wallsdorf und östlich von Hormersdorf und besteht aus etwa 20 Gebäuden, die sich auf sechs Anwesen verteilen, wobei es sich bei einem Hof um eine Pferderanch handelt. Menschhof ist von Feldern, Wiesen und Wäldern umgeben. Im Norden befindet sich der Holmberg (583 m) im Osten der Weiherberg (528 m), im Südwesten der Bützenberg (574 m) und im Westen der Herrensitz (561 m).

## Geschichte
Mit dem Gemeindeedikt (frühes 19. Jahrhundert) wurde Menschhof dem Steuerdistrikt Hohenstein und der Ruralgemeinde Wallsdorf zugeordnet. Im Zuge der Gebietsreform in Bayern wurde Menschhof am 1. Januar 1972 nach Kirchensittenbach eingegliedert.